# Beaufay
Beaufay ist eine französische Gemeinde mit 1.523 Einwohnern (Stand: 1. Januar 2022) im Département Sarthe in der Region Pays de la Loire. Sie gehört zum Arrondissement Le Mans und zum Kanton Bonnétable (bis 2015: Kanton Ballon). Die Einwohner werden Belfaidiens genannt.

## Geographie
Beaufay liegt etwa 19 Kilometer nordöstlich von Le Mans. Umgeben wird Beaufay von den Nachbargemeinden Courcemont im Norden, Briosne-lès-Sables im Nordosten, Torcé-en-Vallée im Osten, Sillé-le-Philippe im Süden, Savigné-l’Évêque im Südwesten, Courcebœufs im Westen sowie Saint-Mars-sous-Ballon im Nordwesten.
An der westlichen Gemeindegrenze verläuft das Flüsschen Morte Parence, zu dem die meisten Bäche im Gemeindegebiet entwässern.

## Bevölkerungsentwicklung
| Jahr                      | 1962 | 1968 | 1975 | 1982 | 1990 | 1999 | 2006 | 2013 |
| Einwohner                 | 1231 | 1156 | 1105 | 1103 | 1063 | 1103 | 1293 | 1429 |
| Quelle: Cassini und INSEE |      |      |      |      |      |      |      |      |

## Sehenswürdigkeiten

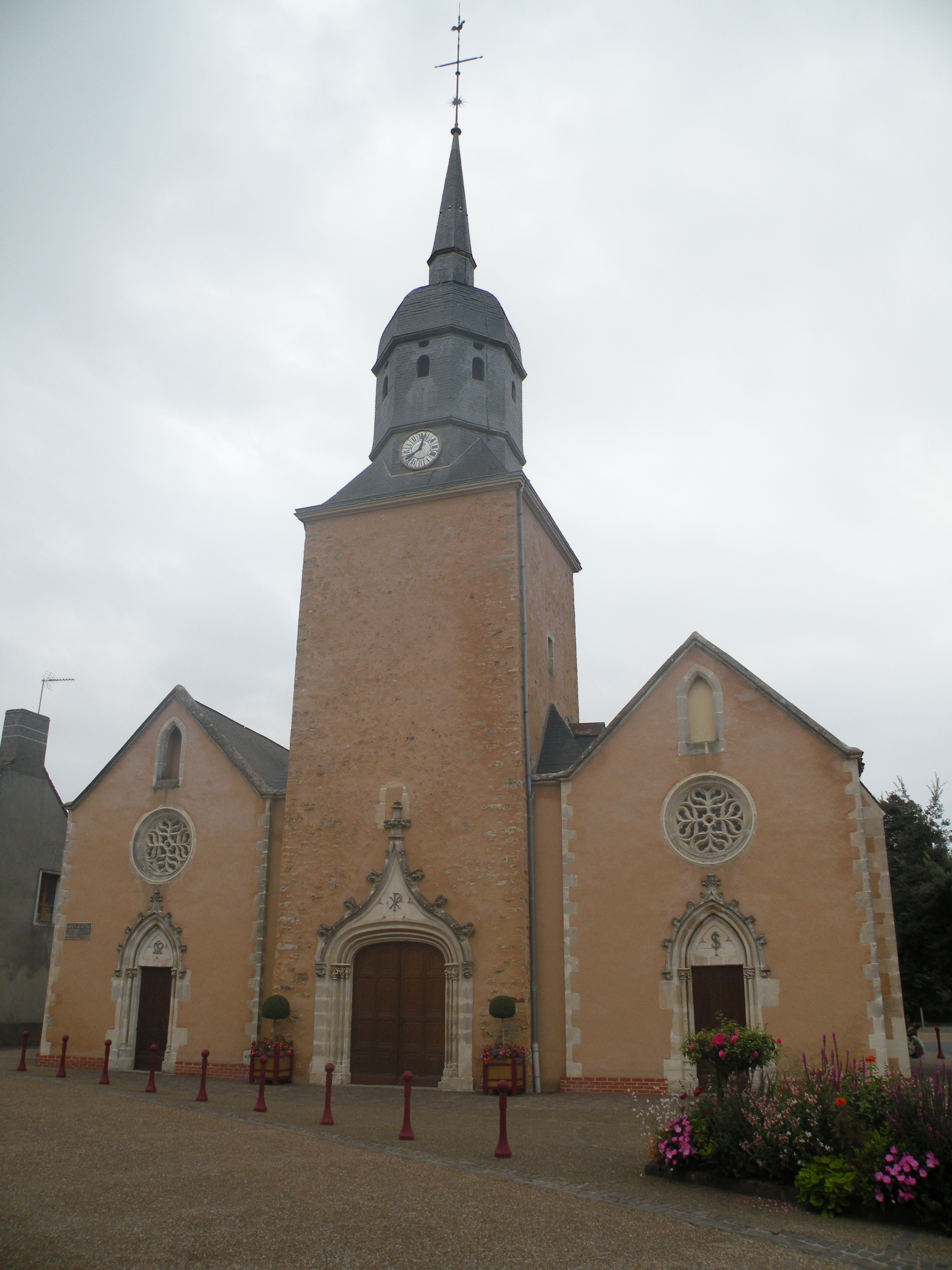
Kirche Saint-Martin

- Kirche Saint-Martin

## Persönlichkeiten
- Roger Legeay (* 1949), Radsportfunktionär